# Lavras do Sul
Lavras do Sul là một đô thị thuộc bang Rio Grande do Sul, Brasil. Đô thị này có diện tích 2599,811 km², dân số năm 2007 là 8116 người, mật độ 3,12 người/km².